# Тіфенорт
Тіфенорт (нім. Tiefenort) — громада в Німеччині, розташована в землі Тюрингія. Входить до складу району Вартбург.
Площа — 34,71 км2. Населення становить Невірний параметр metadata 16 063 075 ос. (станом на 31 грудня 2021).